# Bahnstrecke Chachoengsao Junction–Sattahip
| Empfangsgebäude Chachoengsao |                                                      |                                                                            |                                                                            |
| Streckenlänge: | 136 km                                               |                                                                            |                                                                            |
| Spurweite: | 1000 mm (Meterspur)                                  |                                                                            |                                                                            |
| Zweigleisigkeit: | Chachoengsao Junction–Si Racha Junction–Laem Chabang |                                                                            |                                                                            |
| |                                                      |                                                                            |                                                                            |
| \| \| \| Ostbahn von Bangkok Hua Lamphong \| \| \| \| 0,99 \| Chachoengsao Junction \| Chachoengsao Junction \| \| \| \| Ostbahn nach Aranyaprathet sowie die Bahnstrecke Khlong Sip Kao–Kaeng Khoi \| \| \| \| 62,87 \| Paetriu (bis 1982) \| Paetriu (bis 1982) \| \| \| 64,12 \| Bang-Pakong-Eisenbahnbrücke, Bang Pakong (1743 m)[Anm. 1] \| Bang-Pakong-Eisenbahnbrücke, Bang Pakong (1743 m)[Anm. 1] \| \| \| 69,07 \| (980,5 m) \| (980,5 m) \| \| \| 74,35 \| (1083 m) \| (1083 m) \| \| \| 75,97 \| Don Si Non \| Don Si Non \| \| \| 91,53 \| Phan Thong \| Phan Thong \| \| \| 107,79 \| Chon Buri \| Chon Buri \| \| \| 114,46 \| Saen Suk \| Saen Suk \| \| \| 121,31 \| Bang Phra \| Bang Phra \| \| \| 125,35 \| Khao Phrabat \| Khao Phrabat \| \| \| 127,84 \| Vajiravudh Boy Scout Camp Bedarfshalt \| Vajiravudh Boy Scout Camp Bedarfshalt \| \| \| 130,60 \| Si Racha Junction \| Si Racha Junction \| \| \| \| \| \| \| \| 139,85 \| Laem Chabang \| Laem Chabang \| \| \| \| Anschlussgleise Hafen \| \| \| \| 144,09 \| Bang Lamung \| Bang Lamung \| \| \| 155,14 \| Pattaya \| Pattaya \| \| \| 158,52 \| Pattaya Tai \| Pattaya Tai \| \| \| 168,34 \| Ban Huai Khwang \| Ban Huai Khwang \| \| \| 171,10 \| Yannasangwararam \| Yannasangwararam \| \| \| 174,09 \| Suan Nong Nut (Nong Nooch Tropical Garden) \| Suan Nong Nut (Nong Nooch Tropical Garden) \| \| \| 180,00 \| Khao Chi Chan Junction \| Khao Chi Chan Junction \| \| \| \| \| \| \| \| 192,25 \| Ban Chang \| Ban Chang \| \| \| 200,48 \| Map Ta Phut \| Map Ta Phut \| \| \| \| Anschlussgleise Hafen \| \| \| \| 184,03 \| Ban Phlu Ta Luang \| Ban Phlu Ta Luang \| \| \| 189,00 \| U-Tapao \| U-Tapao \| \| \| 190,50 \| Samaesan \| Samaesan \| \| \| 193,09 \| Jamboree (nur 2003) \| Jamboree (nur 2003) \| \| \| \| \| \| \| \| 195,00 \| Chuk Samet \| Chuk Samet \| \| \| \| Anschlussgleise Hafen \| \| |                                                      |                                                                            |                                                                            |
| Strecke |                                                      | Ostbahn von Bangkok Hua Lamphong                                           | Ostbahn von Bangkok Hua Lamphong                                           |
| Bahnhof | 0,99                                                 | Chachoengsao Junction                                                      | Chachoengsao Junction                                                      |
| Abzweig geradeaus, nach links und von links |                                                      | Ostbahn nach Aranyaprathet sowie die Bahnstrecke Khlong Sip Kao–Kaeng Khoi | Ostbahn nach Aranyaprathet sowie die Bahnstrecke Khlong Sip Kao–Kaeng Khoi |
| ehemaliger Bahnhof | 62,87                                                | Paetriu (bis 1982)                                                         | Paetriu (bis 1982)                                                         |
| Brücke über Wasserlauf | 64,12                                                | Bang-Pakong-Eisenbahnbrücke, Bang Pakong (1743 m)                          | Bang-Pakong-Eisenbahnbrücke, Bang Pakong (1743 m)                          |
| Brücke | 69,07                                                | (980,5 m)                                                                  | (980,5 m)                                                                  |
| Brücke | 74,35                                                | (1083 m)                                                                   | (1083 m)                                                                   |
| Bahnhof | 75,97                                                | Don Si Non                                                                 | Don Si Non                                                                 |
| Bahnhof | 91,53                                                | Phan Thong                                                                 | Phan Thong                                                                 |
| Bahnhof | 107,79                                               | Chon Buri                                                                  | Chon Buri                                                                  |
| Bahnhof | 114,46                                               | Saen Suk                                                                   | Saen Suk                                                                   |
| Bahnhof | 121,31                                               | Bang Phra                                                                  | Bang Phra                                                                  |
| Bahnhof | 125,35                                               | Khao Phrabat                                                               | Khao Phrabat                                                               |
| Haltepunkt / Haltestelle | 127,84                                               | Vajiravudh Boy Scout Camp Bedarfshalt                                      | Vajiravudh Boy Scout Camp Bedarfshalt                                      |
| Bahnhof | 130,60                                               | Si Racha Junction                                                          | Si Racha Junction                                                          |
| Strecke von links · Abzweig geradeaus und nach rechts |                                                      |                                                                            |                                                                            |
| Dienststation / Betriebs- oder Güterbahnhof · Strecke | 139,85                                               | Laem Chabang                                                               | Laem Chabang                                                               |
| Betriebsstelle Streckenende · Strecke |                                                      | Anschlussgleise Hafen                                                      | Anschlussgleise Hafen                                                      |
| Bahnhof | 144,09                                               | Bang Lamung                                                                | Bang Lamung                                                                |
| Bahnhof | 155,14                                               | Pattaya                                                                    | Pattaya                                                                    |
| Bahnhof | 158,52                                               | Pattaya Tai                                                                | Pattaya Tai                                                                |
| Bahnhof | 168,34                                               | Ban Huai Khwang                                                            | Ban Huai Khwang                                                            |
| Bahnhof | 171,10                                               | Yannasangwararam                                                           | Yannasangwararam                                                           |
| Bahnhof | 174,09                                               | Suan Nong Nut (Nong Nooch Tropical Garden)                                 | Suan Nong Nut (Nong Nooch Tropical Garden)                                 |
| Bahnhof | 180,00                                               | Khao Chi Chan Junction                                                     | Khao Chi Chan Junction                                                     |
| Abzweig geradeaus und nach links · Strecke von rechts |                                                      |                                                                            |                                                                            |
| Strecke · Bahnhof | 192,25                                               | Ban Chang                                                                  | Ban Chang                                                                  |
| Strecke · Bahnhof | 200,48                                               | Map Ta Phut                                                                | Map Ta Phut                                                                |
| Strecke · Betriebsstelle Streckenende |                                                      | Anschlussgleise Hafen                                                      | Anschlussgleise Hafen                                                      |
| Bahnhof | 184,03                                               | Ban Phlu Ta Luang                                                          | Ban Phlu Ta Luang                                                          |
| Bahnhof | 189,00                                               | U-Tapao                                                                    | U-Tapao                                                                    |
| ehemaliger Haltepunkt / Haltestelle | 190,50                                               | Samaesan                                                                   | Samaesan                                                                   |
| ehemaliger Haltepunkt / Haltestelle | 193,09                                               | Jamboree (nur 2003)                                                        | Jamboree (nur 2003)                                                        |
| Strecke von links (außer Betrieb) · Abzweig geradeaus und ehemals nach rechts |                                                      |                                                                            |                                                                            |
| Strecke (außer Betrieb) · Bahnhof | 195,00                                               | Chuk Samet                                                                 | Chuk Samet                                                                 |
| Betriebsstelle Streckenende (Strecke außer Betrieb) · Betriebsstelle Streckenende |                                                      | Anschlussgleise Hafen                                                      | Anschlussgleise Hafen                                                      |

Die Bahnstrecke Chachoengsao Junction–Sattahip (genannt „Ostküstenbahn“) bindet wichtige Häfen an der Ostküste des Golfs von Thailand an das Netz der Thailändischen Staatsbahn an. Die Kilometrierung der Strecke erfolgt von Bangkok Hua Lamphong aus. Sie zweigt jedoch von der Bahnstrecke Bangkok Hua Lamphong–Poipet ab.

## Voraussetzungen
Als in den 1960er Jahren die Hochseeschiffe – insbesondere Tanker und Containerschiffe – immer größer wurden, reichte die Tiefe des damaligen Überseehafens Bangkoks, Khlong Toei, nicht mehr aus. Er liegt im Norden der Bucht, die sehr flach ist und von Sedimenteintragungen der Flüsse aus dem Inland immer weiter zugeschwemmt wird. Deshalb entstanden neue Häfen an der Ostküste der Bucht, weiter südlich:Sattahip, Laem Chabang und Map Ta Phut. Diese benötigten eine Eisenbahnanbindung.

## Bau
1977 fasste die thailändische Regierung deshalb den Beschluss, eine Eisenbahnstrecke nach Laem Chabang zu errichten. Ein Jahr später erteilte sie die Zustimmung, die Strecke bis Sattahip zu führen. Die Bauarbeiten begannen am 7. April 1981 und ein erster Streckenabschnitt bis Pattaya wurde am 28. September 1984 eröffnet. Sattahip wurde 1989 erreicht, die Gesamtstrecke am 27. Februar 1990 eröffnet. In der Folgezeit wurden die beiden Häfen Laem Chabang und Map Ta Phut mit Stichstrecken angeschlossen. Beide Anschlüsse wurden 1995 eröffnet. Die Strecke nach Map Ta Phut soll eventuell bis Rayong verlängert werden. Entsprechendes Planungsrecht besteht.

## Besonderheiten
Die ersten zwei Kilometer der Strecke von Chachoengsao Junction nach Paetriu sind Bestand der ursprünglichen Strecke der Ostbahn, die bis 1925 in Paetriu endete. Deren Fortsetzung sollte die teure Brücke über den Mae Nam Bang Pakong vermeiden. Sie wurde deshalb in einem 90-Grad-Winkel nach Norden weitergeführt. Dies war aus topografischen Gründen aber nur ein Stück westlich des Bahnhofs Paetriu möglich.
Bei Kilometer 127,84 besteht der Bedarfshalt Vajiravudh Boy Scout Camp. Schüler- und Pfadfindergruppen dürfen hier ein- und aussteigen, wenn das vorher angemeldet wird.
Der südlichste Abschnitt der Strecke, Ban Phlu Ta Luang–Sattahip Commercial Port, wurde für den Verkehr 1992 geschlossen. 2003 wurde hier aber für das 20. World Scout Jamboree 2002/2003 ein eigener Halt bei Kilometer 193,09 eingerichtet, der nach dem Ende der Veranstaltung nicht mehr angefahren wurde. Seit 2023 endet der Bahnverkehr am Halt Chuk Samet zuvor Sattahip Commercial Port.

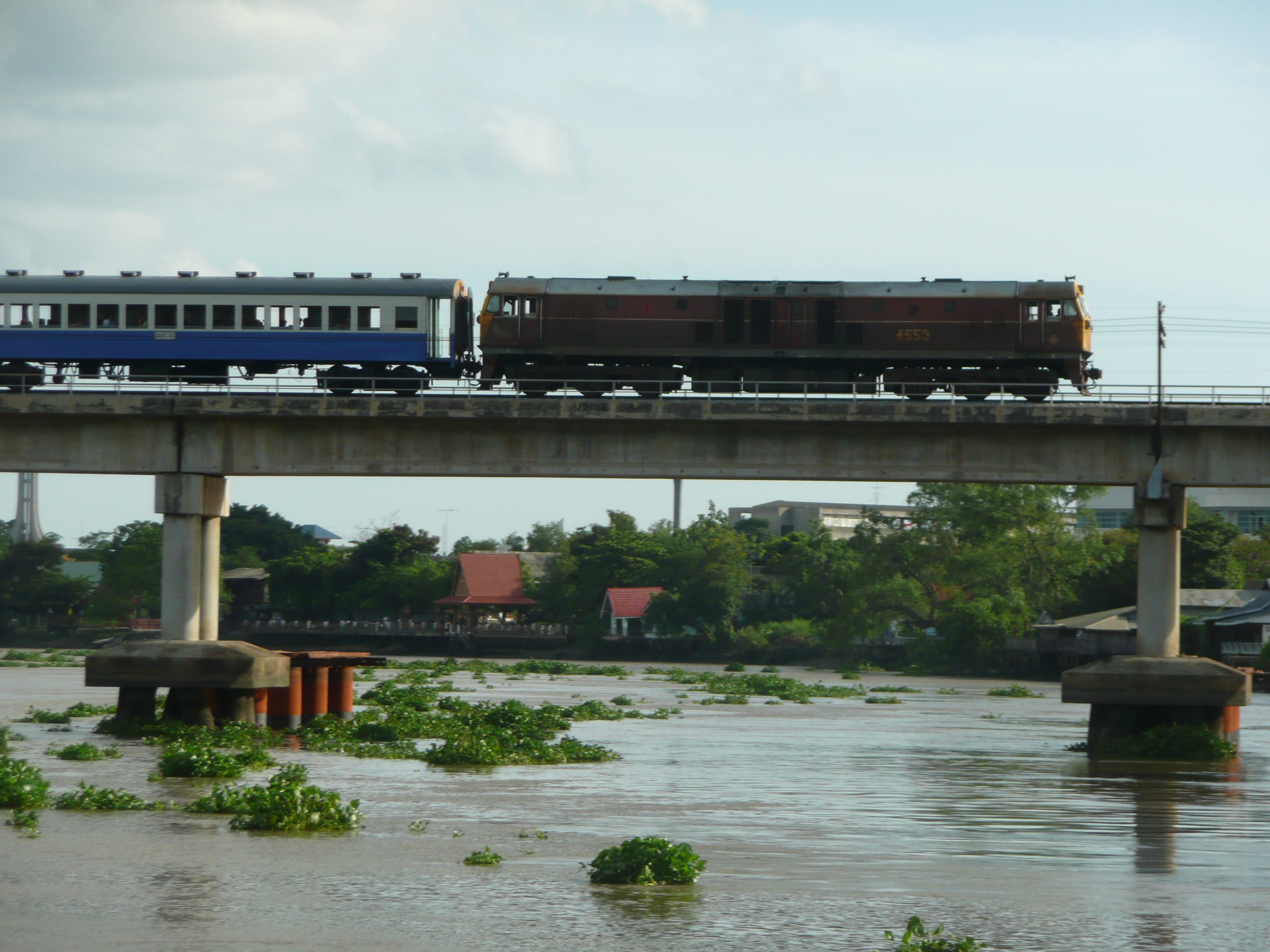
Bang-Pakong-Eisenbahnbrücke
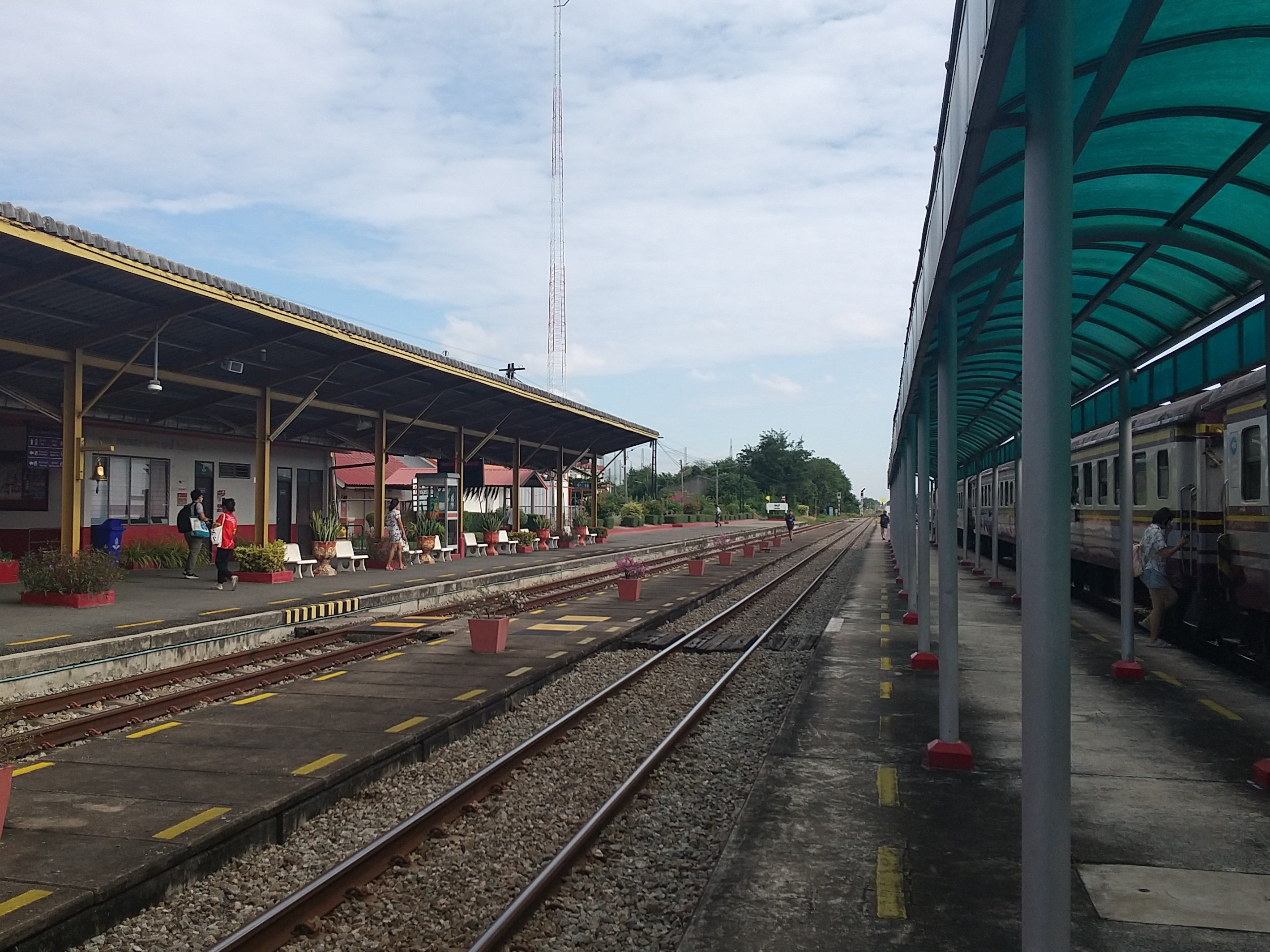
Bahnhof Chonburi (2023)
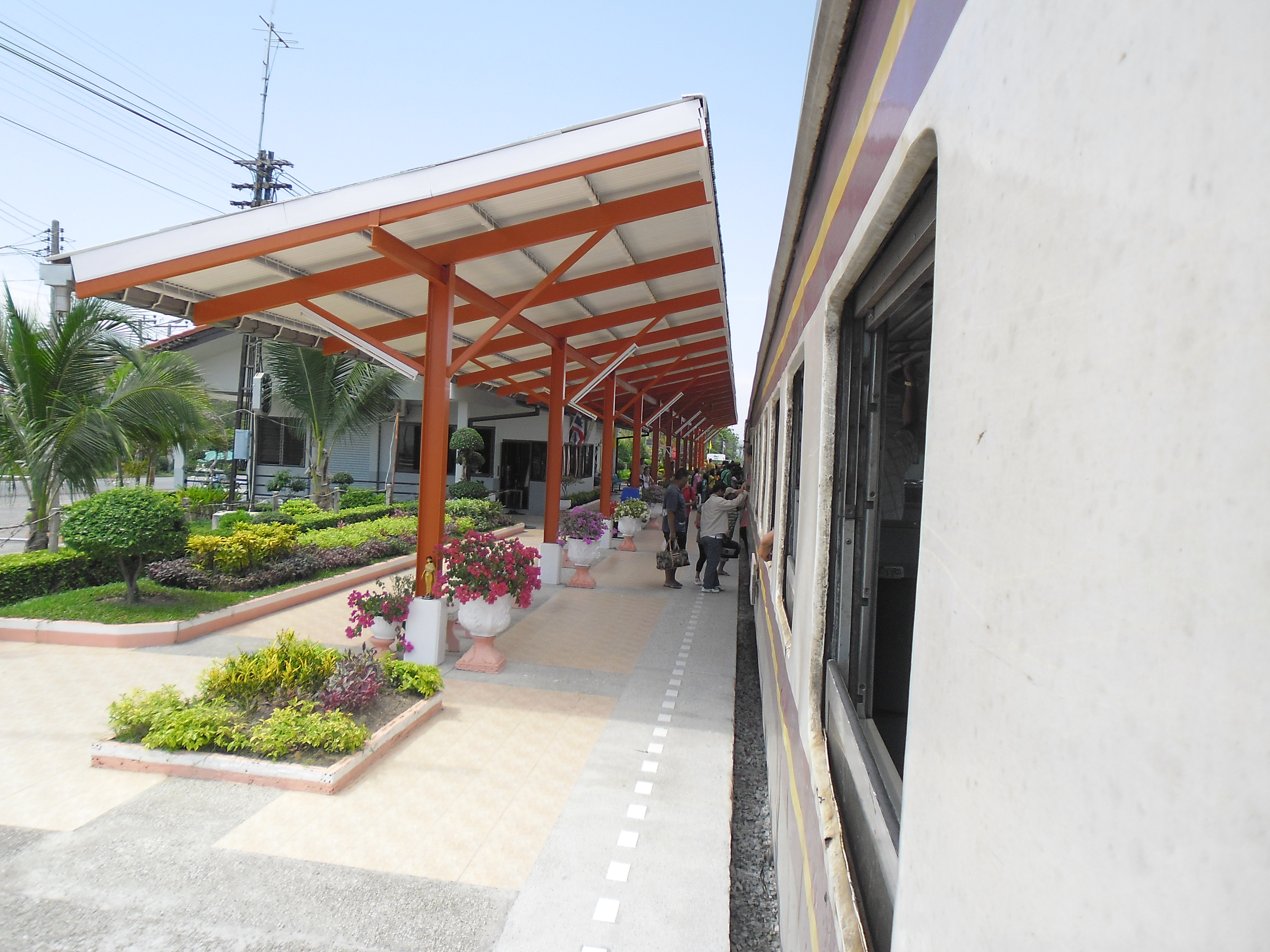
Bahnhof Pattaya (2012)
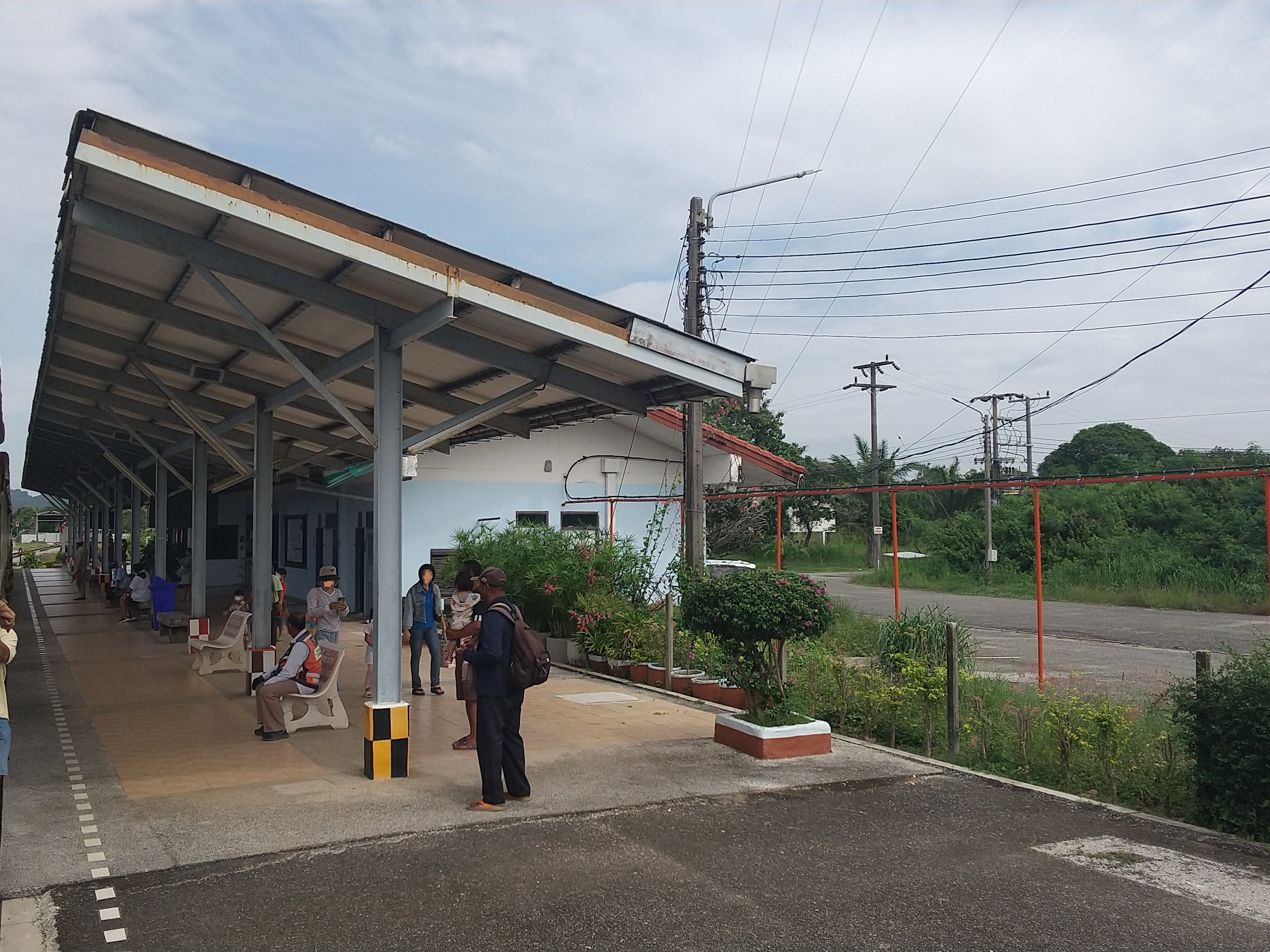
Bahnhof Ban Plu Ta Luang
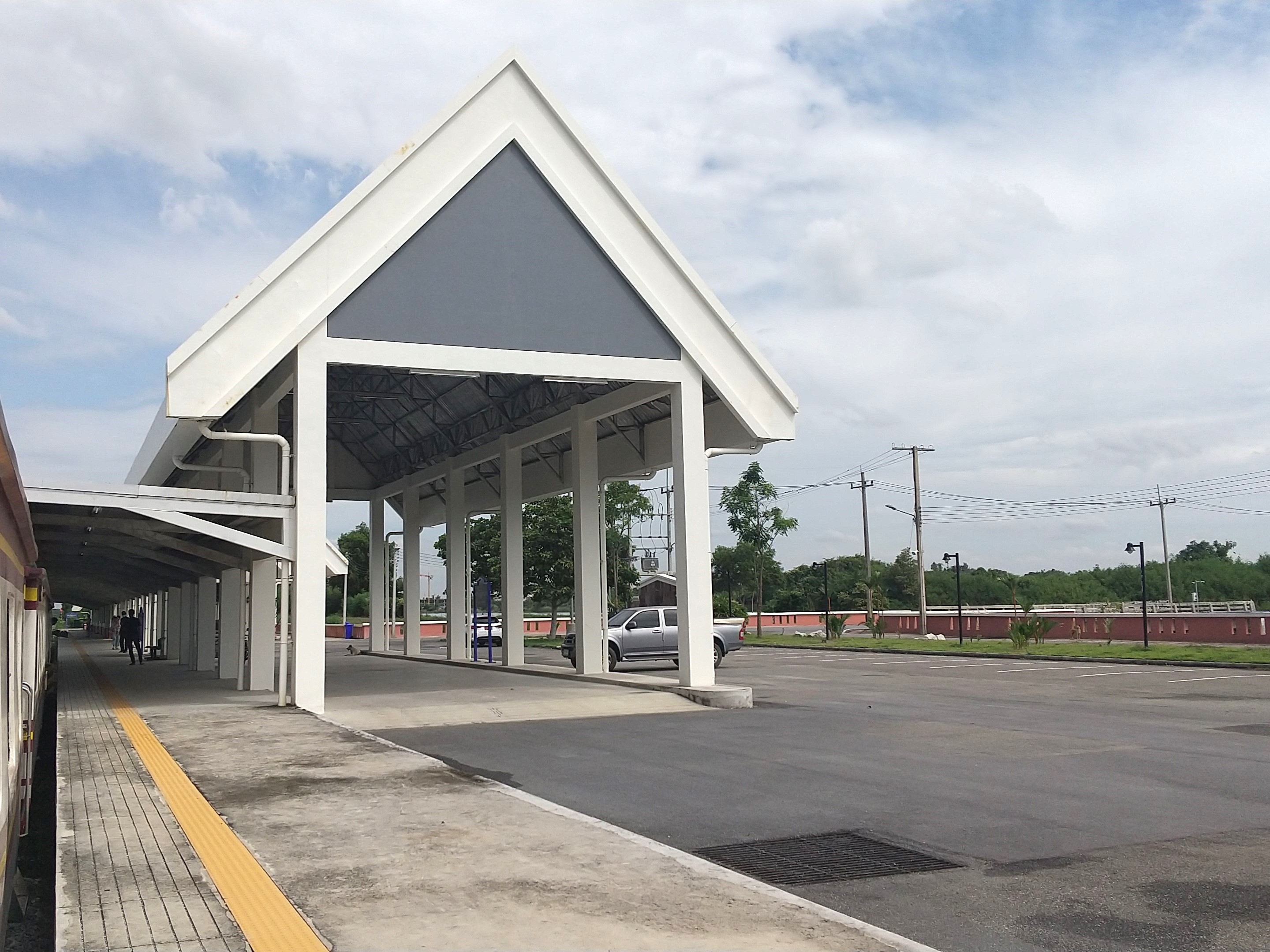
Bahnhof U-Tapao seit 2023
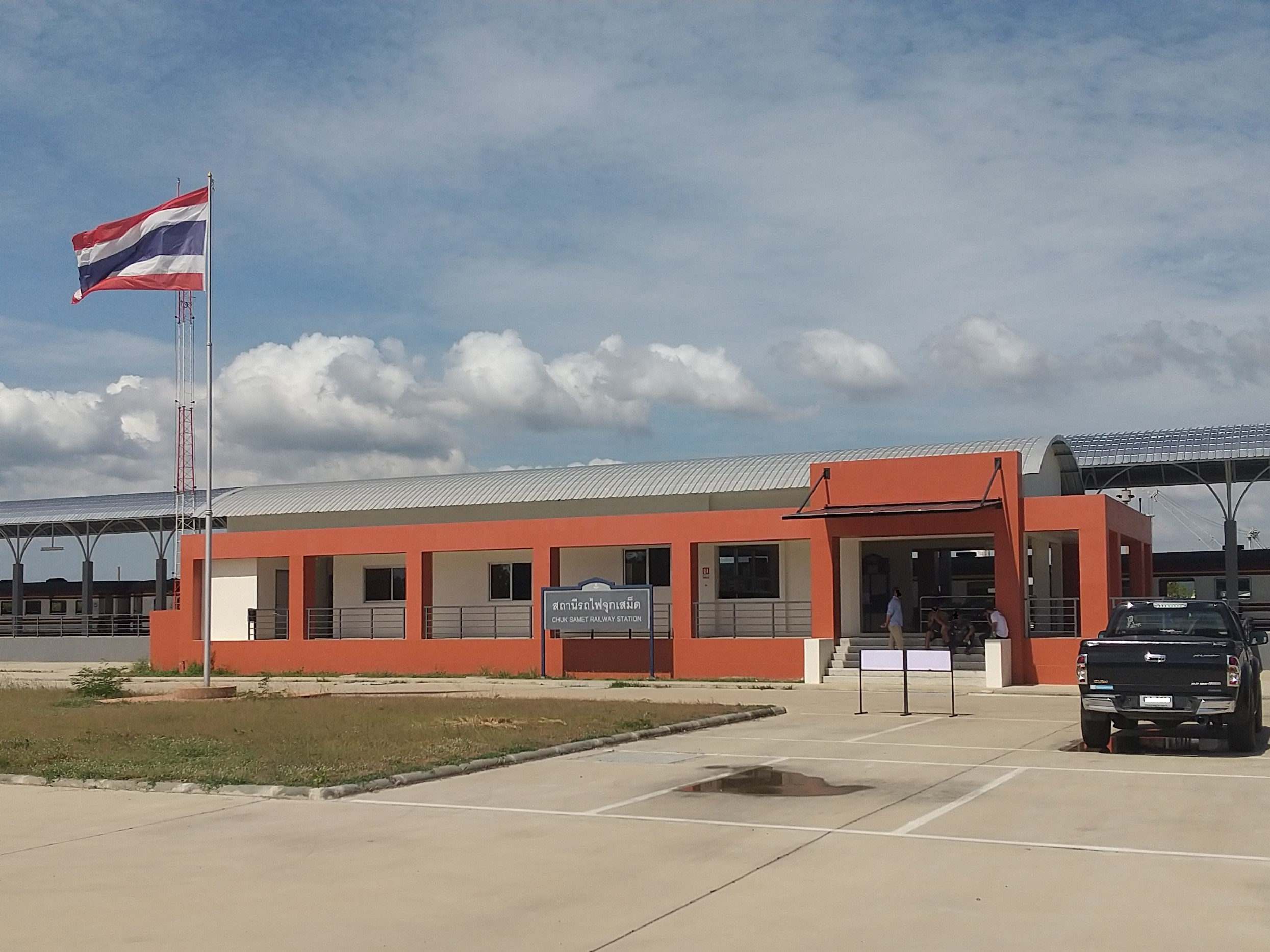
Bahnhof Chuk Samet seit 2023